# Rosie Cheng
Rosie Cheng (* 1. August 1998 in Auckland) ist eine neuseeländische Tennisspielerin.

## Karriere
Cheng spielt größtenteils auf dem ITF Women’s Circuit.
Bei den Australian Open 2014 startete sie im Juniorinneneinzel, wo sie in der ersten Runde gegen Fanny Stollár mit 6:4 und 6:4 in der ersten Runde gewann, gegen Tereza Mihalíková in der zweiten Runde dann mit 4:6, 6:3 und 1:6 unterlag. Im Juniorinnendoppel unterlag sie mit ihrer Partnerin Natálie Novotná bereits in der ersten Runde.
Sie debütierte auf der WTA Tour bei den ASB Classic 2015 in ihrer Heimatstadt Auckland, für die sie zusammen mit Partnerin Katherine Westbury eine Wildcard für die Doppelkonkurrenz erhielt. Die Paarung verlor allerdings bereits ihr Auftaktmatch gegen Petra Martić / Anna Tatischwili. Für die Qualifikation zu den ASB Classic 2016 erhielt sie wieder eine Wildcard.
Seit Ende 2016 hat sie kein Profimatch mehr bestritten und wird nicht mehr in den Weltranglisten geführt.